# Зигзаг (гора)
Зигзаг (англ. Zigzag Mountain) — вулканическая гора в округе Клакамас штата Орегон, США.
Расположена в 11,4 км к западу-юго-западу от горы Худ, в 8,4 км к северо-западу от невключённой территории Government Camp, в 8,5 км к востоку от невключённой территории Зигзаг и к северу от реки Zigzag River.
Гора имеет два пика: один высотой 1526 метров, другой — высотой 1516 метров; на нём до 1970 года находилась пожарная станция Лесной службы США.